# Nils Witthoff
Nils Anton Witthoff i riksdagen kallad Witthoff i Araskoga, född 24 juni 1821 i Röamölla i Munka-Ljungby socken, Kristianstads län, död den 11 april 1904 i Araskoga i Brandstads församling, var en svensk kronofogde och riksdagsman.
Nils Witthoff blev student vid Lunds universitet 1838 och tog en kameralexamen 1842. Han var kronofogde i Frosta och Färs härads fögderi, Malmöhus län, 1851–1891, vice ordförande i styrelsen för Färs härads sparbank under många år från 1857, ordförande i Färs och Frosta häraders brandstodsförening och kommunalordförande. Åren 1867–1869 var han ledamot av riksdagens andra kammare för Färs domsaga. Nils Witthoff var även riddare av Kungl. Vasaorden.
Han gifte sig den 22 december 1851 med Maria Charlotta Anderberg (1831–1911) och hade barnen Anna Barbro, Georg, Maria, Hulda Augusta, Nils Georg (1860–1924, kronofogde i Frosta och Färs härads fögderi), Harald August, Ida Charlotta, Anna Barbro och Nils August.